# Buletinul Eugenic și Biopolitic
Buletinul Eugenic și Biopolitic a fost o revistă editată de Secția medicală și biopolitică a ASTREI, al cărei prim număr a apărut în ianuarie 1927 cu scopul de a propaga învățăturile conceptului de eugenie. Din ianuarie 1935, buletinul a fost editat de Institutul de Igienă și Igienă Socială din Cluj și Subsecția Eugenică și Biopolitică a „ASTREI“.
În introducerea la primul număr al Buletinului Eugenic și Biopolitic, semnată de prof. Iuliu Moldovan și prof. Iuliu Hațieganu, se arăta că:
Scopul buletinului nostru este, de a răspândi în cercuri cât mai largi cunoștința legilor biologice, cari ne guvernează soartea ca indivizi, națiune, patrie, și de a arăta calea, cum va trebui să ne conformăm în concepția de viață, în activitatea noastră, în răspunderi și îndatoriri acelor legi, pentru a nu ne periclita viitorul prin ignoranță și negligență ori pentru ca alții să nu ni-l pericliteze exploatând slăbiciunea noastră. Vom face deci cunoscute acele părți ale biologiei generale, cari sunt neapărat necesare pentru a putea judeca evoluția biologică a poporului nostru, ne vom ocupa cu biologia, patologia și igiena națiunei noastre și vom discuta în lumina biopoliticei conducerea și executiva în Stat, așa cum este și așa cum ar trebui să fie.
Colaboratori ai Buletinului Eugenic și Biopolitic au fost eugeniștii români care au activat la Cluj (1927-1940) și Sibiu (1940-1945), sub patronajul societății Astra, primind fonduri suplimentare, atât de la guvern, cât și din surse private. Ei publicau lunar în Buletinul Eugenic și Biopolitic articole științifice sau de popularizare. Societatea Astra asigura, publicistic, atât fondurile, cât și piața de desfacere, Buletinul fiind distribuit membrilor săi.